# Mîkîtivka, Trosteaneț
Mîkîtivka (în ucraineană Микитівка) este un sat în comuna Bilka din raionul Trosteaneț, regiunea Sumî, Ucraina.

## Demografie
Componența lingvistică a localității Mîkîtivka
     Ucraineană (99,36%)
     Alte limbi (0,64%)
Conform recensământului din 2001, majoritatea populației localității Mîkîtivka era vorbitoare de ucraineană (99,36%), existând în minoritate și vorbitori de alte limbi.